# Lónyabánya
Lónyabánya (szlovákul: Lovinobaňa kiejtéseⓘ) község Szlovákiában, a Besztercebányai kerületben, a Losonci járásban.

## Fekvése
Losonctól 14 km-re, északnyugatra fekszik.

## Története
A bányászati tevékenység első nyomai 1247-1250 körül tűnnek fel a település határában, amikor főként aranyat, ezüstöt és rezet bányásztak itt. A falu első említése 1336-ból származik, a divényi uradalom része volt. A későbbiek során "Lonia", "Loniabania", "Lonyabanya", majd "Lovína Banya" alakban fordul elő az írott forrásokban. A község pecsétje 1667-ből származik, felirata: "SIGIL: TOTE: COMUNIT: OPIDI: LOVINOBANENSIS".
A nemesfémek mellett főként vasat bányásztak itt, a 17. század végéig területén két vaskohó is működött. Lakói mezőgazdasággal, famegmunkálással foglalkoztak. A 18. században területén sörfőzde működött. 1828-ban 103 háza és 698 lakosa volt.
Vályi András szerint "Lónya Bánya. Magyar falu Nógrád Vármegyében, birtokosai több Uraságok, lakosai katolikusok, és reformátusok. Határja középszerű, ’s vagyonnyai is hasonlók lévén, második Osztálybéli."
Fényes Elek szerint "Lónyabánya (Lowinobánya), tót falu, Nógrád vmegyében, a beszterczei országutban, Vámosfalvához 1/2 óra, kies völgyben, fél hold formában a legtermékenyebb rétek által környezve, északi oldalon pedig nagyobb hegyek láthatók, mellyek a Sztrebona hegylánczolattal függenek egybe. Határa 3741 hold, mellyből beltelek 43 h., szántóföldek, mellyek jobbára dombokon feküsznek 1054 h., rét 287 h., erdő 2253 h., legelő 94 h., árkok 10 hold. Ebből majorsági beltelek 3 h., szántóföld 324 h., rét 62 h., és az egész erdő. Földe sárga verhenyes agyag, kövecscsel vegyitve, jó mivelés mellett tiszta buzát, rozsot, árpát, zabot, burgonyát, és ázalékot terem. A nők pálinka-főzéssel foglalkoznak, a férfiak juhot, szarvasmarhát tenyésztenek, s ezekkel kereskednek. Legelője a juhtartásra felette alkalmas. Lakja 870 ágostai, 46 kath., 17 zsidó. Pataka a Réka, vagy Krivány, melly itt malmot hajt. Két tavában számos vízimadár tanyázik. Hajdan arany-ezüst és ólom-bányái voltak, de ezek már megszüntek, azonban Mertlova bánya előtt találtatik most is chlor-palakő, kigyókő, zöldkő kevés arany és ezüst jelekkel. Van itt egy igen régi, kőfallal keritett evang. anyatemplom, 3 nagy vendégfogadó, sör és szeszgyár. Birja a gr. Zichy család senioratusa nagyobb részben, aztán b. Orczy, Szentiványi család, Török János, Skultéty, Sághy, gr. Eszterházy Ferencz és Losoncz városa. A malom birtokosa 2/3 az evang. templom, 1/3 a senioratus."
A trianoni békeszerződésig területe Nógrád vármegye Losonci járásához tartozott. Magnezitüzemét 1924-ben alapították és 1928-ra épült fel teljesen.

## Népessége
| Év:            | 1994. | 2004.   | 2014.   | 2024.   |
| -------------- | ----- | ------- | ------- | ------- |
| Emberek száma: | 2038  | 2101    | 2104    | 1900    |
| Eltérés:       |       | +3,09 % | +0,14 % | -9,69 % |

| Év:            | 2023. | 2024.   |
| -------------- | ----- | ------- |
| Emberek száma: | 1907  | 1900    |
| Eltérés:       |       | -0,36 % |

1880-ban 819 lakosából 78 magyar és 692 szlovák anyanyelvű volt.
1890-ben 782 lakosából 68 magyar, 3 német, 683 szlovák és 28 egyéb anyanyelvű volt.
1900-ban 831 lakosából 45 magyar és 777 szlovák anyanyelvű volt.
1910-ben 841 lakosából 79 magyar, 3 német, 737 szlovák és 22 egyéb anyanyelvű volt. Udvarházon 338 szlovák és 8 magyar anyanyelvű élt.
1921-ben 928 lakosából 8 magyar és 911 csehszlovák volt.
1930-ban 922 lakosából 5 magyar, 2 zsidó, 1 német, 905 csehszlovák és 9 állampolgárság nélküli volt. Ebből 246 római katolikus, 648 evangélikus, 20 izraelita, 2-2 görög katolikus és református és 4 egyéb vallású volt. Udvarházon 309 csehszlovák és 1 magyar élt.
1970-ben 1381 lakosából 6 magyar és 1369 szlovák volt.
1980-ban 1787 lakosából 12 magyar és 1764 szlovák volt. Udvarházon 282 szlovák élt.
1991-ben 2077 lakosából 5 magyar és 1979 szlovák volt.
2001-ben 2068 lakosából 6 magyar és 1999 (96.7%) szlovák és 50 (2.4%) cigány volt.
2011-ben 2167 lakosából 6 magyar és 1681 szlovák és 207 cigány.
2021-ben 1935 lakosából 1839 szlovák, 19 cigány, 5 magyar (0,26%), 4 cseh, 3 ukrán, 2 német, 1 orosz, 1 bolgár, 61 ismeretlen nemzetiségű.

## Neves személyek
- Innét származott Božena Slančíková-Timrava szlovák írónő édesapja.
- Itt dolgozott Burián László (1922-2014) katolikus pap.

## Gazdasága
- Az 1980-as évek kezdetén állami gazdaságában 1780 birkát tartottak.

## Nevezetességei

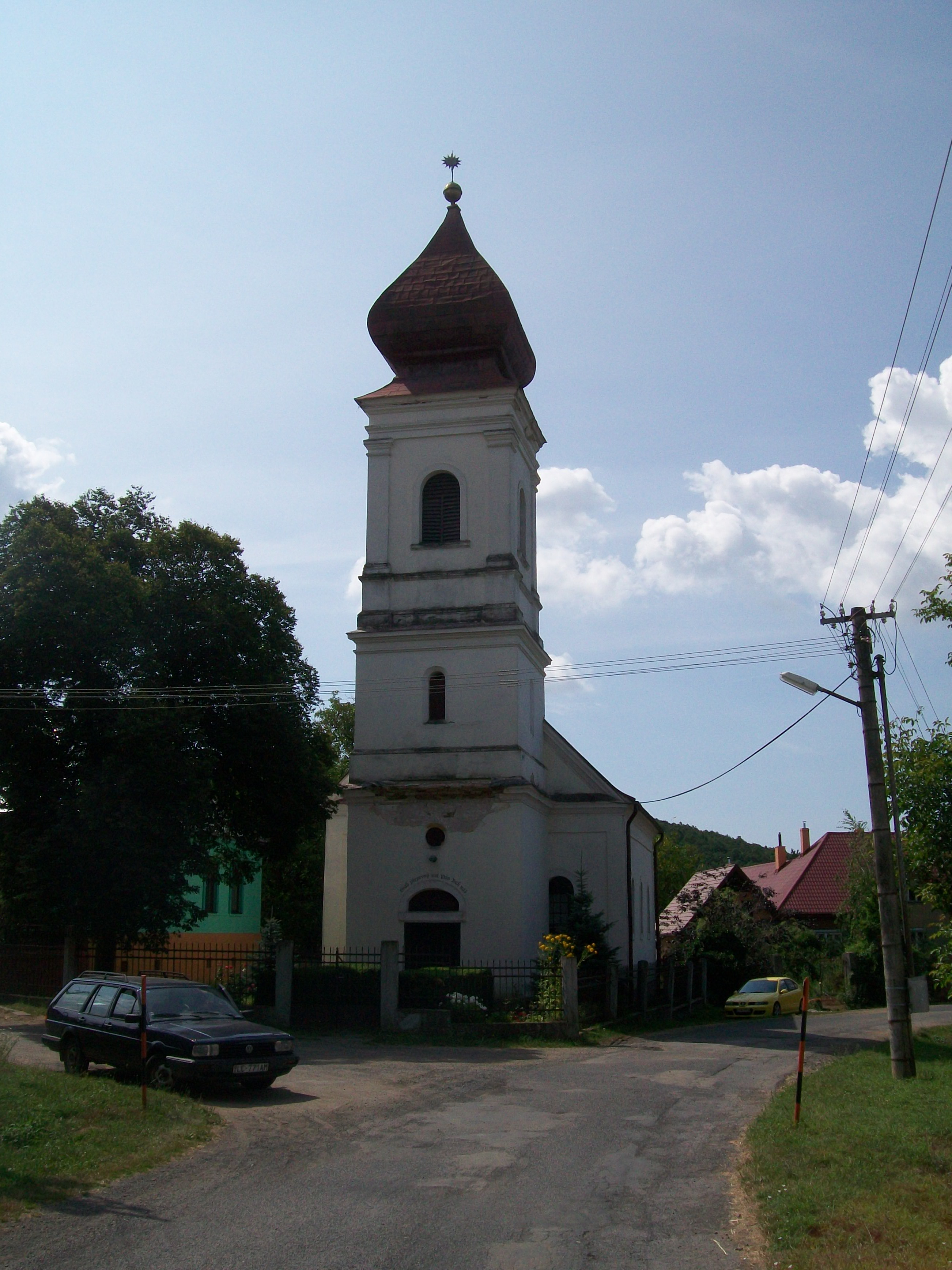
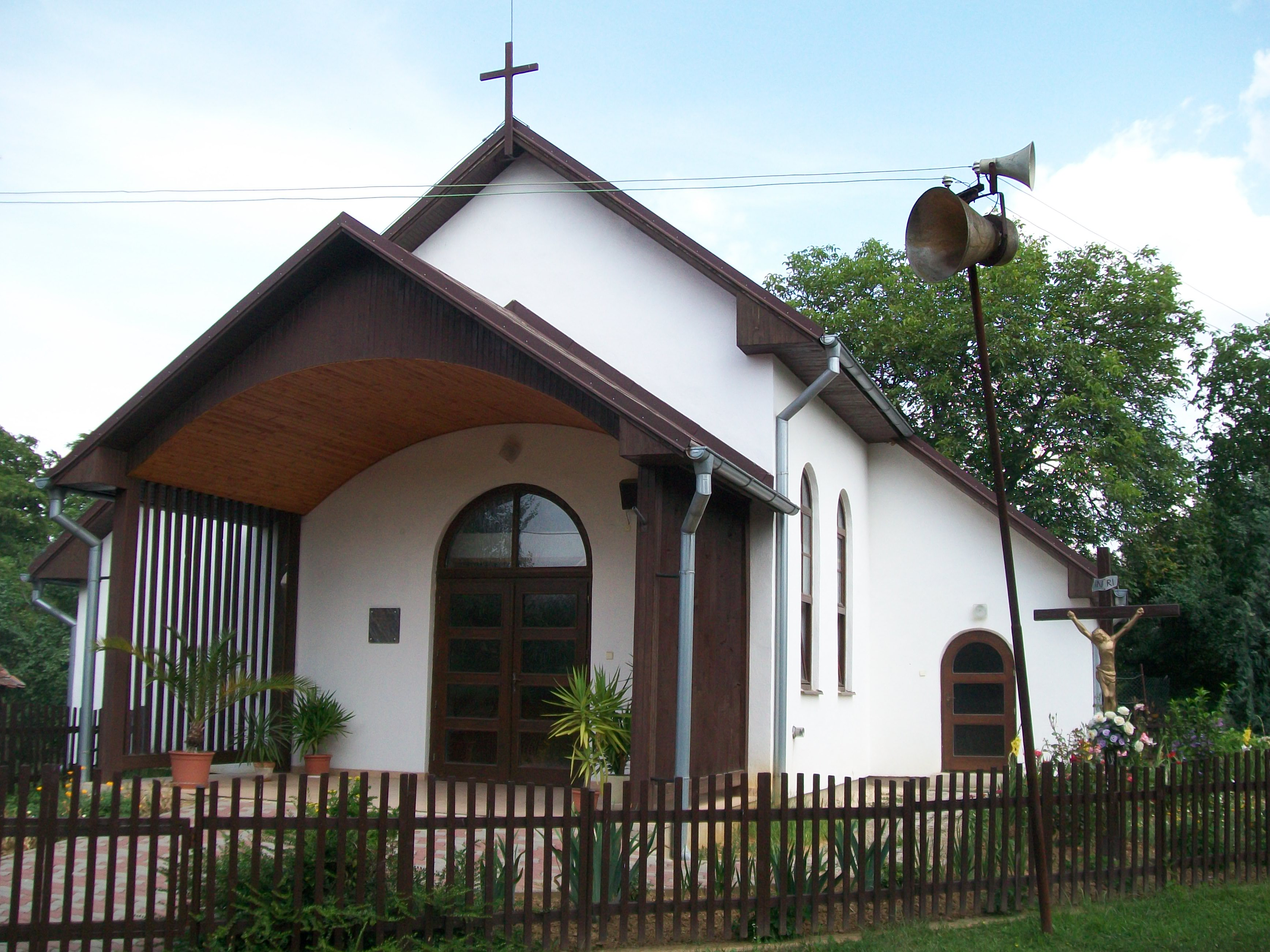
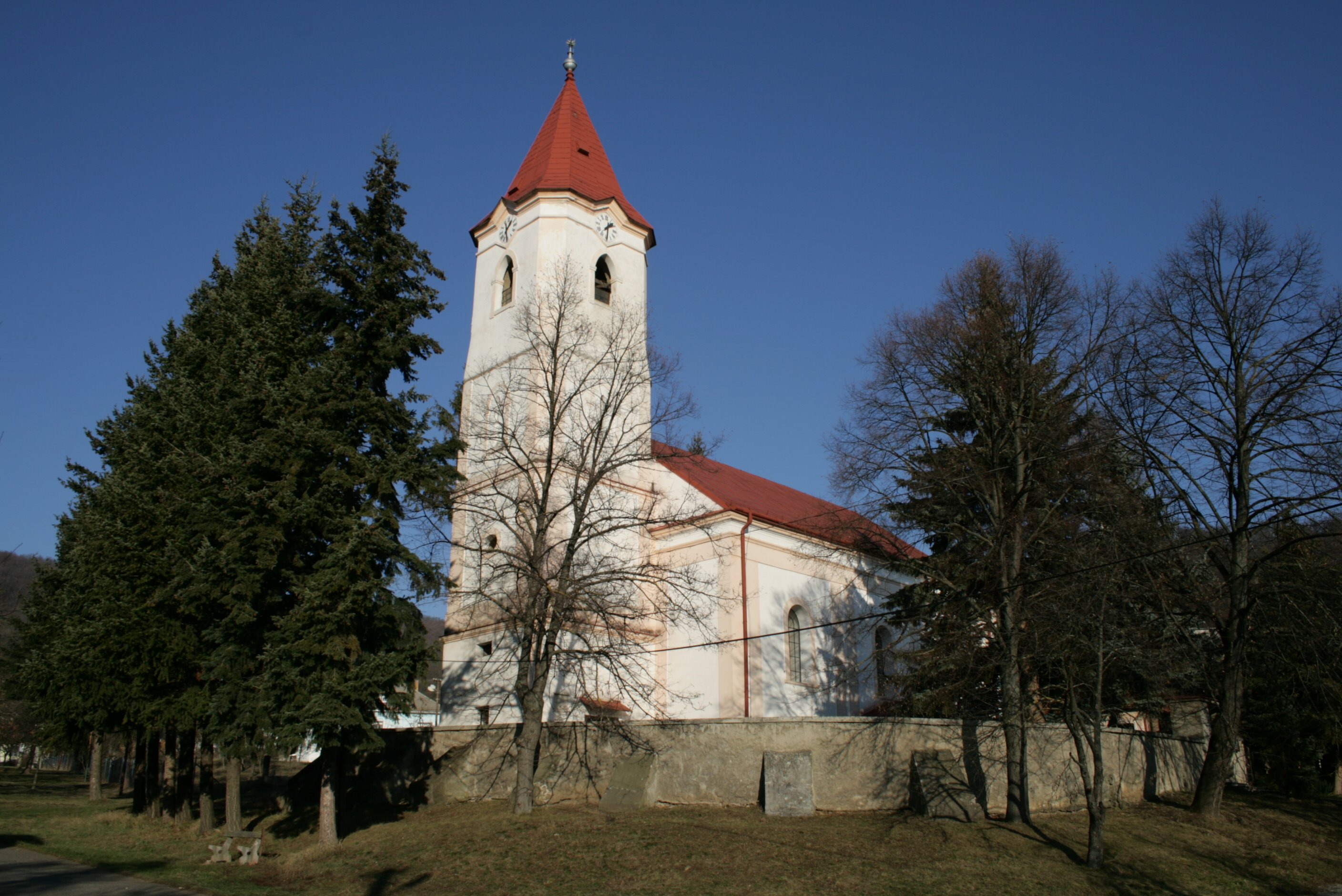
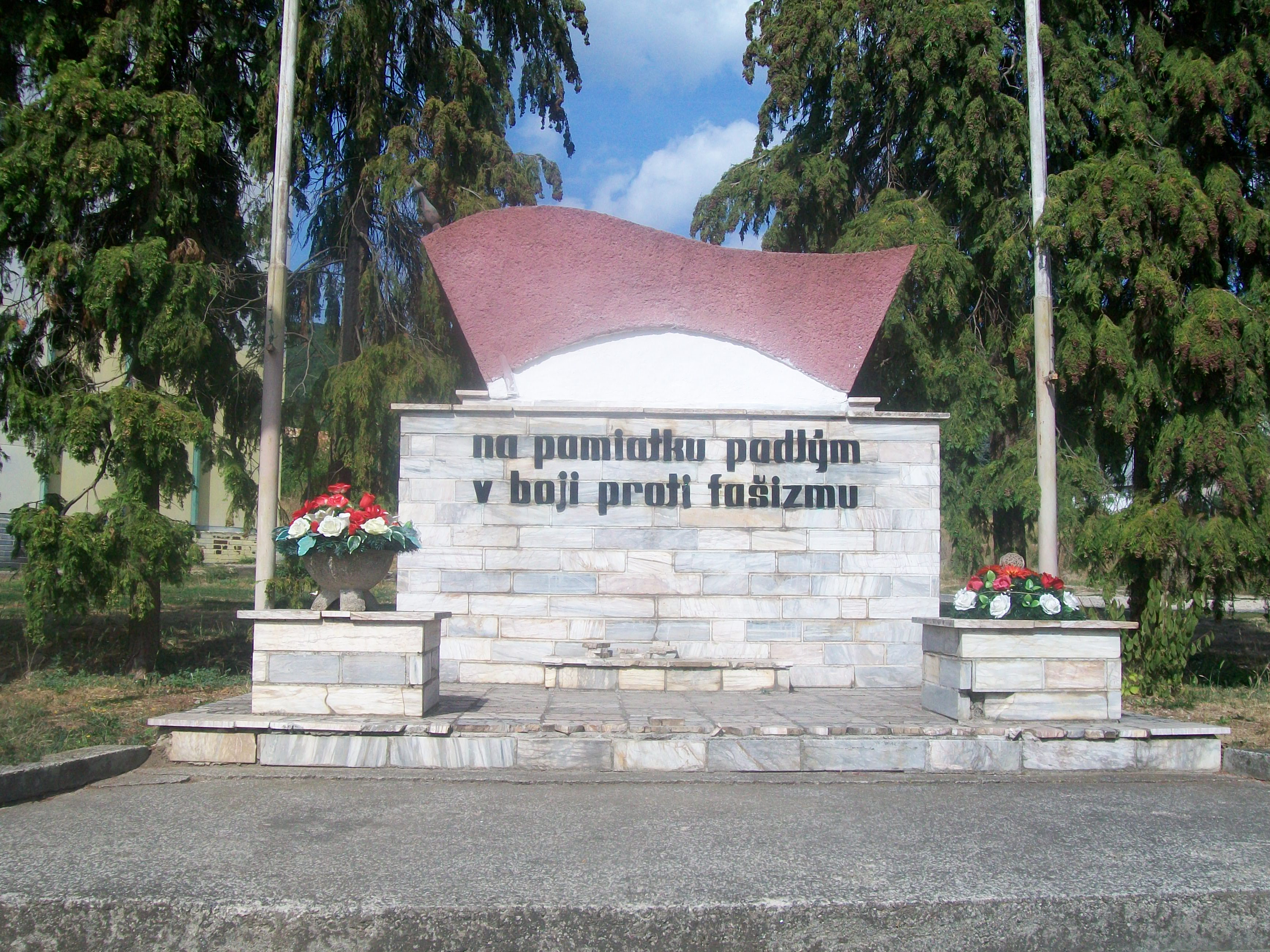
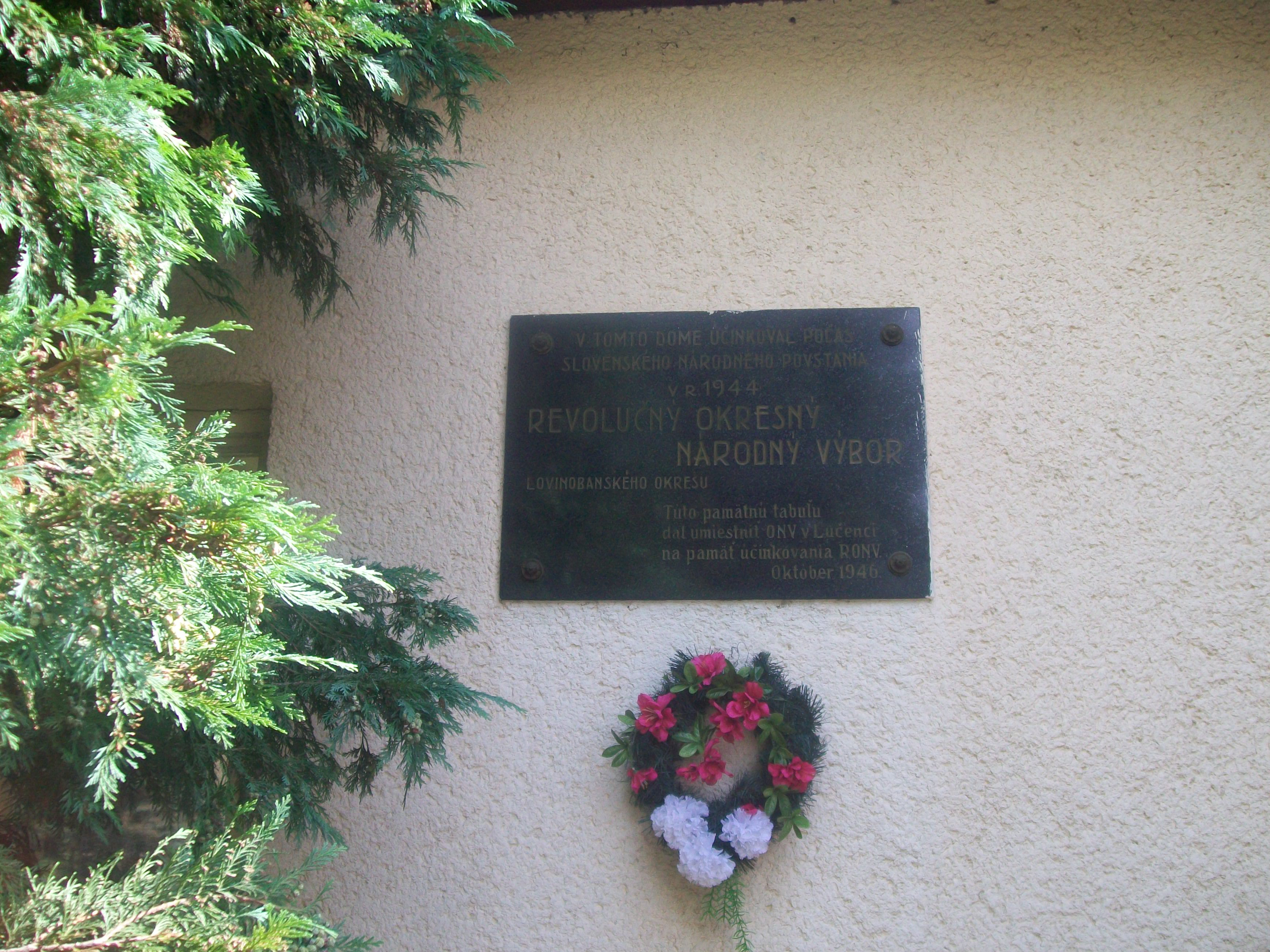

- Evangélikus temploma 1863-ban épült klasszicista stílusban, a korábbi gótikus stílusú templom helyén.